# گنجینه موسیقی ارمنیان جلفای نو
گنجینه موسیقی ارمنیان جلفای نو اصفهان در روز ۲ فروردین ۱۴۰۰ در محله سنگ‌تراش‌های، جلفای نو اصفهان افتتاح شد.

## توضیحات
طبقه اول این گنجینه، دارای اتاق‌ها و غرفه‌هایی است که مخاطب را با این موسیقی ارامنه آشنا می‌کند. پیشینه اجرای موسیقی در جلفای نو، روش نت‌نویسی قدیمی در مراسم کلیسای ارمنی، معرفی و نقش ضرب‌آهنگ کلیسایی، ادوات کوبه‌ای در کلیسای ارمنی و شاراکان به عنوان بخش مهمی از آواز کلیسای ارمنی از بخش‌های این مجموعه با ارزش است. طبقه دوم گنجینه موسیقی ارمنیان جلفای نوی اصفهان مجهز به سالن اجرا، کتابخانه صوتی، اتاق آموزش، کارگاه سازسازی و اتاق معرفی مشاهیر موسیقی ارمنی ایران و جهان است. در این گنجینه ﻧﮕﺎه ﺑﻪ ﻣوضوع موسیقی ارمنیان نگاهی کاملاً تخصصی بوده و سعی شده به کمک اشیاء، مستندات و تصاویر تاریخی، نقش و حضور موسیقی در مذهب و فرهنگ ارمنیان برای بازدیدکنندگان بازگو شود؛ به همین دلیل هم اطلاعات و اشیاء به شکل مرسوم و سنتی موزه‌ها، شیء محور نبوده و تأکید بر روی محتوای موضوع است. همچنین نحوه ارائه اطلاعات به شکلی جدید، متفاوت و مناسب با سوژه در سه زبان (ارمنی، فارسی، انگلیسی) است.

## ساختمان گنجینه
بنای گنجینه موسیقی ارمنیان در سال ۱۳۲۵ از سوی یغی‌سابت آبراهامیان یاد همسر متوفی‌اش، آرام آبراهامیان که او نیز از نیکوکاران معروف جلفایی بوده، با مبلغ ۵۰۰٬۰۰۰ ریال به منظور نگهداری از کودکان یتیم جلفا خریداری شد. از سال ۱۳۷۲ به دلیل نبود کودکان یتیم، بنای بلااستفاده باقی ماند، به پیشنهاد شورای خلیفه‌گری ارامنه اصفهان، این ساختمان به آموزشگاه موسیقی تغییر کاربری داده و هم‌زمان با برگزاری کلاس‌های آموزشی موسیقی، گروه‌های کر «کمیتاس» و «داتو» ارمنیان جلفا در آن مکان به تمرین می‌پردازند، با آغاز عملیات مرمت این ساختمان، گنجینه (موزه) موسیقی جلفای اصفهان در این ساختمان مورد بهره‌برداری قرار گرفت.

## نگارخانه

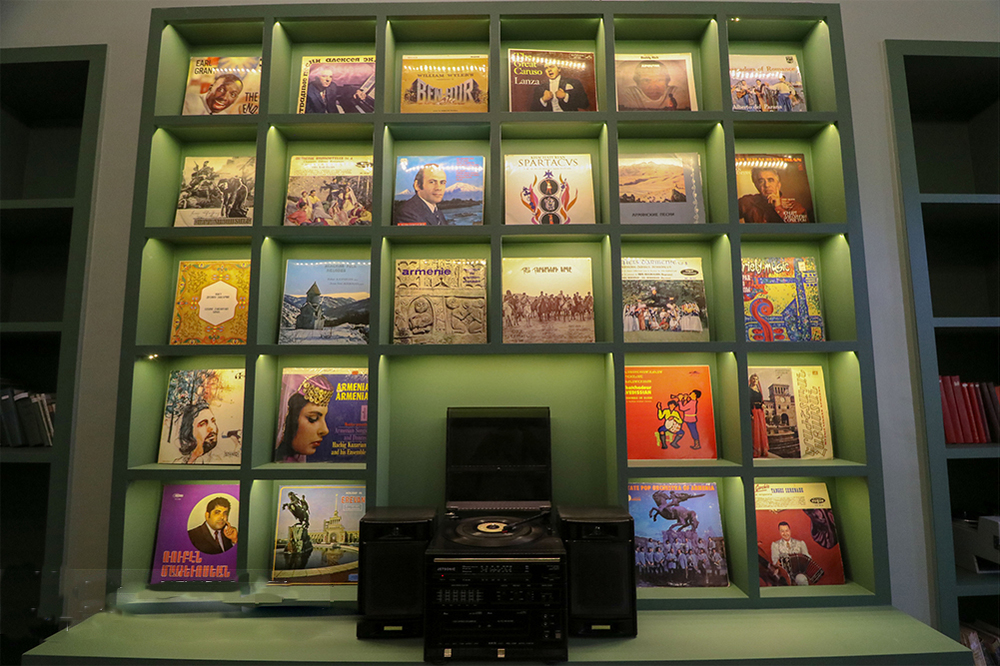
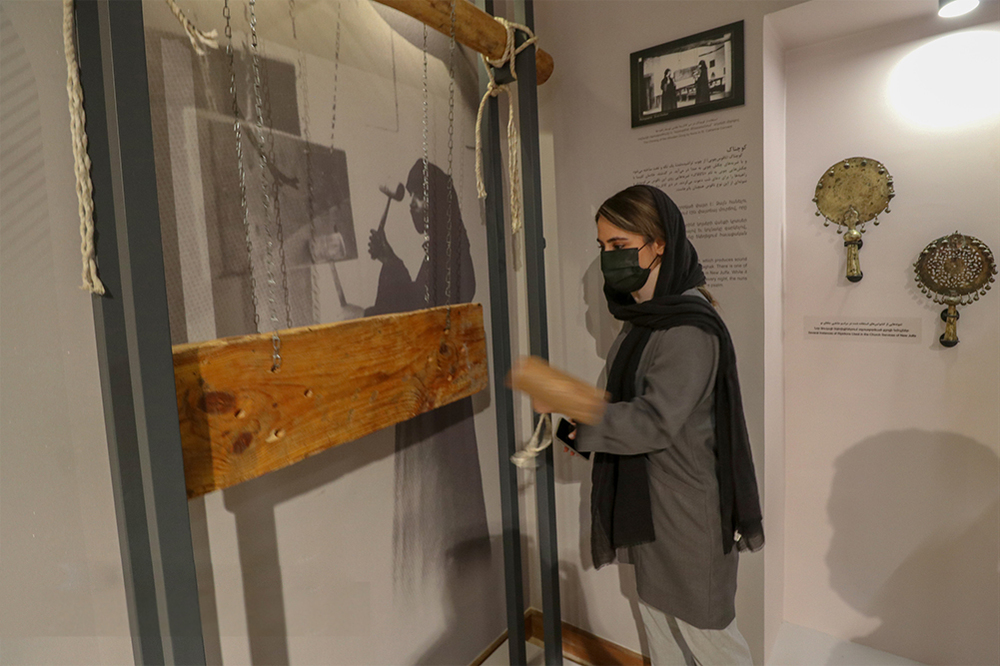
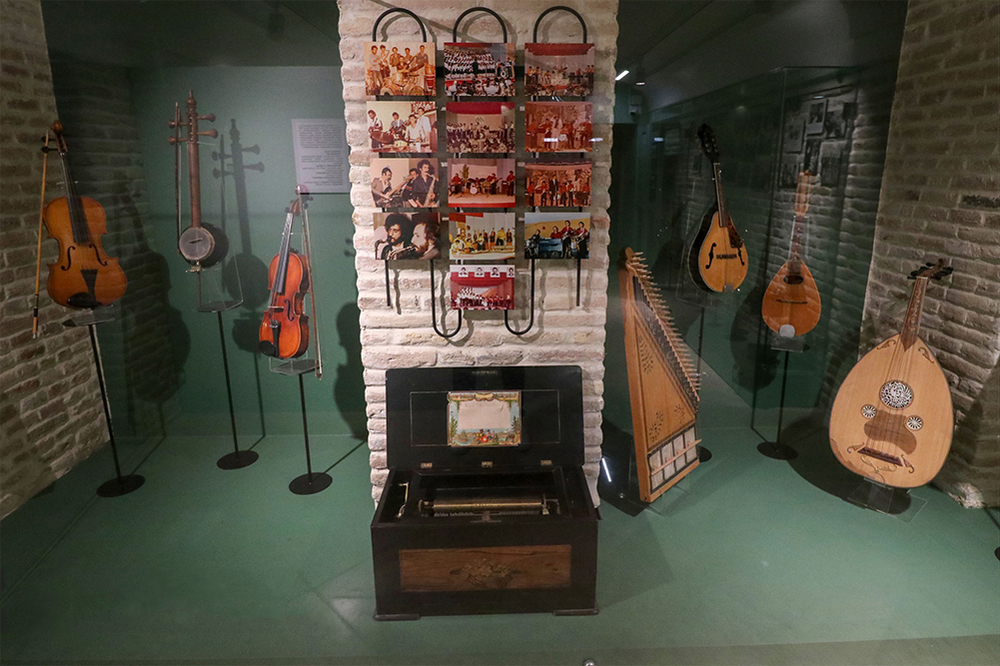
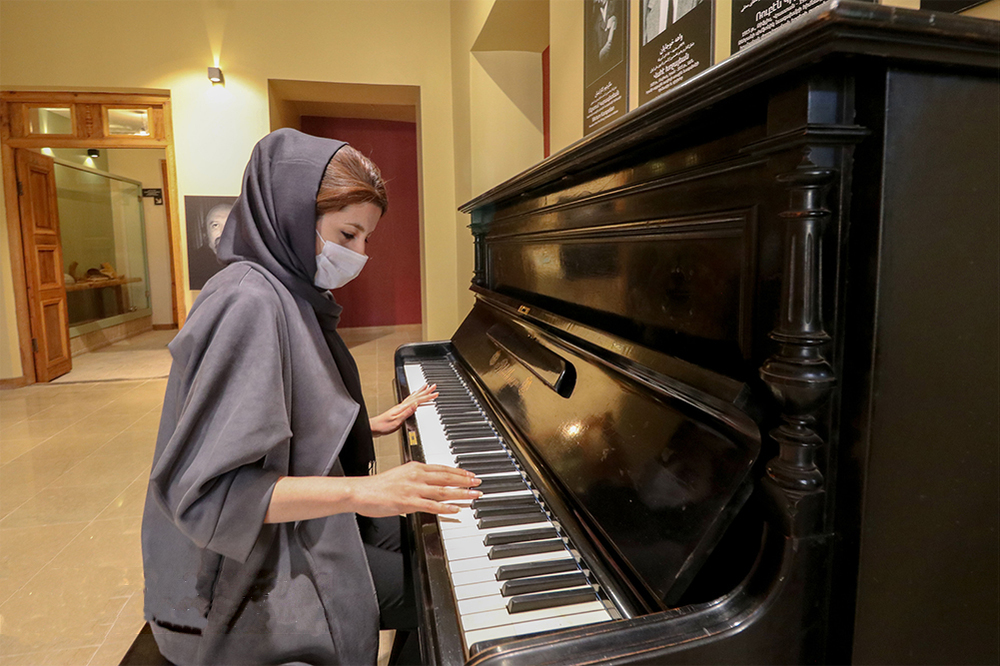

## یادداشت
1. ↑  شعرهای قدیمی غنایی کلیسایی